# Sébastien Vieilledent
Sébastien Vieilledent, född den 26 augusti 1976 i Cannes i Frankrike, är en fransk roddare.
Han tog OS-guld i dubbelsculler tillsammans med Adrien Hardy i samband med de olympiska roddtävlingarna 2004 i Aten.